# Episteme bellatrix
Episteme bellatrix är en fjärilsart som beskrevs av John Obadiah Westwood 1848. Episteme bellatrix ingår i släktet Episteme och familjen nattflyn. Inga underarter finns listade i Catalogue of Life.